# Reichsassistentenordnung
Die Reichsassistentenordnung (Ordnung der Rechtsverhältnisse der wissenschaftlichen Assistenten und wissenschaftlichen Hilfskräfte an deutschen Hochschulen) ist eine Verordnung des Reichsministeriums für Wissenschaft, Erziehung und Volksbildung vom 1. Januar 1940. Sie regelte die Rechtsverhältnisse des wissenschaftlichen Personals an Hochschulen des Deutschen Reichs. 
Auch wenn sie mittlerweile keine Rechtsgeltung mehr hat, wird auf sie heute noch vereinzelt in Arbeitsverträgen für wissenschaftliche Hilfskräfte an deutschen Universitäten Bezug genommen. Die Bestimmungen der Reichsassistentenordnung werden dadurch privatautonom als Vertragsbestandteil vereinbart. 
Dabei ist problematisch, dass sie Betroffenen kaum zugänglich ist, die sich über Rechte und Pflichten informieren wollen.